# Снежана Пауновић
Снежана Пауновић (Пећ, 1. јануар 1975) српска је политичарка која обавља функцију министра државне управе и локалне самоуправе од 2025. Од 2013. до 2025. године обављала је функцију народне посланице Скупштине Србије, а од 2022. године до избора за министарку и функцију потпредседнице Скупштине.

## Детињство, младост и почетак каријере
Рођена је у српској породици у Пећи, у тадашњој Социјалистичкој Републици Србији. Дипломирани је економиста, а била је у надзорном одбору Аеродрома Никола Тесла Београд, функцију коју је напустила 2015. године.

## Политичка каријера
Чланица је Главног одбора Социјалистичке партије Србије и председница њеног форума жена.
Заузела је 180. место на изборној листи странке за парламентарне изборе 2007. године. Странка је освојила шеснаест посланичких мандата, а она касније није изабрана у њену скупштинску делегацију.
У јуну 2010. Влада Србије је Пауновићеву именовала за координатора за српску заједницу у општини Дечани. Она и други званичници Срба са Косова и Метохије су 2012. године учествовали у преговорима са председником Србије Томиславом Николићем о будућности спорне територије и статусу њене српске заједнице.
Изборни систем Србије реформисан је 2011. године, тако да су посланички мандати додељени по бројном редоследу кандидатима на успешним листама. Пауновићева је добила 57. место на листи Социјалистичке партије и, пошто је листа освојила 44 мандата, није одмах изабрана. Мандат јој је, међутим, додељен 24. октобра 2013. године, као замена за Неђу Јовановића, који је поднео оставку да преузме функцију у влади. Социјалистичка партија је формирала коалициону владу са Српском напредном странком након избора 2012. године, а Пауновићева је била део њене парламентарне групе током свог кратког првог мандата. Скупштина је распуштена почетком 2014. године, а она није била кандидат на изборима 2014. године.
На парламентарним изборима 2016. године на изборној листи Социјалистичке партије добила је 21. место и враћен јој је за други мандат када је листа освојила 59 мандата. Социјалисти су наставили савез са напредњачком странком и остали у влади након избора. Пауновићева је била чланица скупштинског Одбора за културу и информисање, заменица члана Одбора за дијаспору и Србе у региону, Одбора за Косово и Метохију и Одбора за привреду, регионални развој, трговину, туризам и енергетику, и чланица посланичких група пријатељства са Аустралијом, Белорусијом, Белгијом, Хрватском, Кубом, Казахстаном, Русијом, Шпанијом, Швајцарском и Уједињеним Арапским Емиратима.